# Хронологична таблица за откриване и изследване на Северна Америка (XX в.)
| Години      | Име на откривател, изследовател                                                    | Направени открития и изследвания | Изследванията засягат следните съвременни държави и територии |
| ----------- | ---------------------------------------------------------------------------------- | --- | ------------------------------------------------------------- |
| 1901 – 1913 | Артър Оливър Уилър                                                                 | Топографско заснемане и картиране на части от Скалистите планини и Бреговия хребет в Канада, в т.ч. изцяло хребета Селкирк | Канада                                                        |
| 1902 – 1903 | С. Марш                                                                            | Изследване на около 400 км от северните склонове на планината Брукс в Аляска от границата с Канада на изток до 150º з.д. на запад и откриване на множество реки извиращи от планината и вливащи се в море Бофорт, в т.ч. Кинниг, Сагаваниркток, Купарук и др. (1902). Пресичане на планината от север на юг, откриване на река Шандалар (десен приток на Юкон) и спускане по нея до Юкон (1903) | Аляска                                                        |
| 1902 – 1932 | Кнуд Расмусен                                                                      | Девет експедиции в Гренландия и Канадска Арктика: 1902 – 1904 – северозападното крайбрежие на Гренландия (залива Мелвил); 1906 – 1908 – в Северозападна Гренландия (около протока Смит); 1912 – двойно пресичане на северния леден купол на Гренландия, от залива Инглфилд до Датския фиорд и обратно и доказване, че Земя Пири е полуостров; 1915 – 1918 – две експедиции за изследване на фиордите на Северозападна Гренландия (дотогава са известни само устиевите им части) и полуостровите между тях до фиорда Де-Лонг (83°05′ с. ш. 40°00′ з. д. / 83.083333° с. ш. 40° з. д.) на изток, в т.ч. Земя Нансен и п-ов Земя Вулф; 1919 – етнографски изследвания на остров Ангмагсалик в Югоизточна Гренландия; 1921 – 1924 – пресичане с кучешки впрягове Северна Америка от Гренландия до Берингово море през Хъдсъновия проток, Хъдсъновия залив и по северното крайбрежие на континента; 1931 – Югоизточна Гренландия; 1932 – Североизточна Гренландия | Гренландия, Канада, Аляска                                    |
| 1903 – 1906 | Руал Амундсен                                                                      | Първо плаване през Северозападния проход от изток на запад с три зимувания | Канада                                                        |
| 1905        | Филип Робер (Херцог Орлеански)                                                     | Откриване на част от източното крайбрежие на Гренландия на север от нос Бисмарк (76°40′ с. ш. 18°30′ з. д. / 76.666667° с. ш. 18.5° з. д.) на юг до 78º 17` с.ш. на север – Земя Херцог Орлеански, в т.ч. остров Ил дьо Франс (77º 45` с.ш.) и Френските о-ви (78º 50` с.ш.) | Гренландия                                                    |
| 1906 – 1907 | Жозеф-Елиезер Берние                                                               | Първо проникване от север в протока Нейви Борд (73°15′ с. ш. 81°00′ з. д. / 73.25° с. ш. 81° з. д.), отделящ остров Байлот на изток от остров Бафинова земя на запад. Откриване на островите Лаутър (74°35′ с. ш. 97°30′ з. д. / 74.583333° с. ш. 97.5° з. д.) и Ръсел (вторично, 74°00′ с. ш. 98°30′ з. д. / 74° с. ш. 98.5° з. д.) в западната част на протока Бароу. Изследване на заливите Адмиралтейство (86º з.д.) и Мофет (84º 30` з.д.), разделящ двата северни полуострова на Бафинова земя. Откриване на протока Еклипс (72°50′ с. ш. 78°00′ з. д. / 72.833333° с. ш. 78° з. д.), отделящ остров Байлот от Бафинова земя и окончателно доказване островното положение на остров Байлот, смятан дотогава за част от Бафинова земя. Обявяване на целия Канадски арктичен архипелаг за канадска територия | Канада                                                        |
| 1906 – 1907 | Лудвиг Мюлиус-Ериксен, Йохан Петер Кох                                             | Откриване и картиране на най-североизточните части на Гренландия, в т.ч. фиорда Шер (77°25′ с. ш. 19°40′ з. д. / 77.416667° с. ш. 19.666667° з. д.), п-ов Земя Германия и на север от него о-вите Ховгор (79°50′ с. ш. 18°30′ з. д. / 79.833333° с. ш. 18.5° з. д.) и Норвежките о-ви (79°15′ с. ш. 18°00′ з. д. / 79.25° с. ш. 18° з. д.) (1906). Откриване на фиорда Инголф (80°35′ с. ш. 17°22′ з. д. / 80.583333° с. ш. 17.366667° з. д.), п-ов Земя Холм (на юг от фиорда), североизточния полуостров на Гренландия – Земя Кронпринц Кристиан (81º с.ш., на север от фиорда) с нос Североизточен (81°25′ с. ш. 11°45′ з. д. / 81.416667° с. ш. 11.75° з. д., най-източната точка на Гренландия), Датския фиорд (81°17′ с. ш. 21°22′ з. д. / 81.283333° с. ш. 21.366667° з. д.), в устието му – островите Принцеса Маргрет (82°00′ с. ш. 17°55′ з. д. / 82° с. ш. 17.916667° з. д.) и Принцеса Тира (81°57′ с. ш. 19°07′ з. д. / 81.95° с. ш. 19.116667° з. д.), п-ов Земя Мюлиус-Ериксен (81°30′ с. ш. 23°10′ з. д. / 81.5° с. ш. 23.166667° з. д.), на запад от него – фиорда Хаген (81°44′ с. ш. 24°17′ з. д. / 81.733333° с. ш. 24.283333° з. д.) и устието на Индепенденс фиорд (82°05′ с. ш. 27°40′ з. д. / 82.083333° с. ш. 27.666667° з. д.) (1907) | Гренландия                                                    |
| 1906 – 1912 | Вилялмур Стефансон                                                                 | Изследване на северното крайбрежие на Северна Америка от нос Бароу (156º 40` з.д.)на запад до залива Коронейшън (112º 40` з.д.) на изток | Аляска, Канада                                                |
| 1910 – 1911 | Жозеф-Елиезер Берние                                                               | Изследване на залива Адмиралтейство и откриване в него на залива Арктик Бей (73°05′ с. ш. 85°10′ з. д. / 73.083333° с. ш. 85.166667° з. д.) (1910). Изследване на северните полуострови на Бафинова земя – Борден и Бродер и откриване на заливите Берние (71°10′ с. ш. 88°10′ з. д. / 71.166667° с. ш. 88.166667° з. д.) и Берлангет (71°15′ с. ш. 88°40′ з. д. / 71.25° с. ш. 88.666667° з. д.), най-южната част на залива Адмиралтейство (1911) | Канада                                                        |
| 1912 – 1913 | Йохан Петер Кох, Алфред Вегенер                                                    | Геофизични изследвания на източното крайбрежие на Гренландия в района на залива Дов (73°30′ с. ш. 20°20′ з. д. / 73.5° с. ш. 20.333333° з. д.) (1912). Пресичане на Гренландия в югозападно направление от залива Дов до залива Упернивак (72°55′ с. ш. 54°50′ з. д. / 72.916667° с. ш. 54.833333° з. д.), между 76 – 73º с.ш. (1913) | Гренландия                                                    |
| 1913 – 1918 | Вилялмур Стефансон, Сторкер Теодор Сторкерсон (1883 – 1940), Джордж Хуберт Уилкинс | Изследване на северното крайбрежие на Аляска (1913). Изследване на западното крайбрежие на остров Банкс (1914). Изследване на северозападното крайбрежие на остров Принц Патрик (76°50′ с. ш. 120°00′ з. д. / 76.833333° с. ш. 120° з. д.) и откриване на североизток от него на островите Брок, Борден и Маккензи-Кинг. Изследване на южното крайбрежие на остров Банкс (1915). Откриване на остров Миен (Майген, 80°00′ с. ш. 99°00′ з. д. / 80° с. ш. 99° з. д.), остров Кинг Кристиан (вторично, 77°50′ с. ш. 101°05′ з. д. / 77.833333° с. ш. 101.083333° з. д.), протока Маклейн, дооткриване на о-вите Финдли (с най-голям остров Локхийд, 77°30′ с. ш. 105°00′ з. д. / 77.5° с. ш. 105° з. д.) и изследване на западния бряг на остров Амунд Рингнес (1916). Топографско заснемане и картиране на големи части от остров Банкс. Изследване на северното крайбрежие на остров Виктория и откриване на нос Барнард (73°05′ с. ш. 112°30′ з. д. / 73.083333° с. ш. 112.5° з. д., залива Хадли и нос Сторкерсон (73°10′ с. ш. 106°30′ з. д. / 73.166667° с. ш. 106.5° з. д.) (1917). Провеждане на научни наблюдения на дрейфуващ леден остров в море Бофорт между 72º 30` – 74º с.ш. и 144 – 151º з.д. (1918)                                              | Аляска, Канада                                                |
| 1914 – 1917 | А. Макмилан                                                                        | Изследване и картиране на протоците Юрика и Нансен, отделящи острив Елсмиър от остров Аксел Хайберг | Канада                                                        |
| 1921 – 1923 | Лауге Кох                                                                          | Завършване на откриването на бреговата линия на Гренландия и точно картиране на северното крайбрежие на гигантския остров | Гренландия                                                    |
| 1926 – 1936 | Жан Батист Шарко                                                                   | Мащабни топографски заснемания и картирания на големи участъци от крайбрежието на Гренландия | Гренландия                                                    |
| 1927 – 1937 | Лауге Кох                                                                          | Изследване на Централна Гренландия между 71º и 76ºс.ш. и североизточните части на острова, където се организират постоянни полярни бази | Гренландия                                                    |
| 1930        | Хенри Уоткинс                                                                      | Комплексни физикогеографски изследвания на Гренландия в района на Северната полярна окръжност | Гренландия                                                    |
| 1931        | Джон Раймил                                                                        | Пресичане на Гренландия от изток на запад, от Ангмагсалик до Холстейнборг по 67º с.ш. | Гренландия                                                    |
| 1932        | Хенри Столуърти                                                                    | Картиране на цялото крайбрежие (освен малък участък на северозапад) на остров Аксел Хайберг от Канадския арктичен архипелаг | Канада                                                        |
| 1934        | Мартин Александър Линдзи (1905 – 1981)                                             | Пресичане на Гренландия от запад на изток по 70ºс.ш., близо до 30ºз.д. завиване на югозапад, изследване на Земя Кристиан ІХ, в т.ч. хребета Уоткинс и планината Форел и достигане до Ангмагсалик | Гренландия                                                    |
| 1934 – 1935 | Гордън Ноел Хъмфри (1883 – 1966)                                                   | Детайлно картиране на остров Елсмиър (втория по големина – 203 хил. км2, в Канадския арктичен архипелаг) и вторично откриване на п-ов Свенсен (77°40′ с. ш. 84°00′ з. д. / 77.666667° с. ш. 84° з. д.) | Канада                                                        |
| 1938 – 1939 | Томас Манинг                                                                       | Откриване и картиране на над 600 км от западното крайбрежие на остров Бафинова земя от 67º 30` с.ш. на юг до залива Стенсбю (70º с.ш.) на север | Канада                                                        |
| 1940 – 1942 | Хенри Ларсен                                                                       | Първо плаване през Северозападния проход от запад на изток с две зимувания | Канада                                                        |
| 1944        | Хенри Ларсен                                                                       | Първо плаване през Северозападния проход от изток на запад за една навигация (22 юни – 16 октомври) | Канада                                                        |
| 1948        | канадски летци                                                                     | Откриване на три острова острова Принц Чарлз (67°47′ с. ш. 76°09′ з. д. / 67.783333° с. ш. 76.15° з. д.), Еър Форс (67°58′ с. ш. 74°05′ з. д. / 67.966667° с. ш. 74.083333° з. д.) и Фоли (68°30′ с. ш. 75°00′ з. д. / 68.5° с. ш. 75° з. д.) покрай западното крайбрежие на остров Бафинова земя | Канада                                                        |
| 1949        | Томас Манинг                                                                       | Детайлно изследване и картиране на открития предишната година остров Принц Чарлз (67°47′ с. ш. 76°09′ з. д. / 67.783333° с. ш. 76.15° з. д.) | Канада                                                        |
| 1949 – 1951 | Пол Емил Виктор (1907 – 1995)                                                      | Изследване на вътрешния леден щит на Гренландия и трикратно пресичане на острова от запад на изток и обратно | Гренландия                                                    |
| 1952 – 1953 | Томас Манинг                                                                       | Детайлно картиране на цялото крайбрежие на остров Банкс и откриване на последните неоткрити участъци от бреговете му | Канада                                                        |